# Ciosenka
Ciosenka – struga, lewy dopływ Dzierzązny o długości 4,72 km i powierzchni zlewni 17,87 km².
Źródła strugi znajdują w okolicy miejscowości Ciosny i Rosanów w powiecie zgierskim, chroni je od 2025 rezerwat przyrody Źródła Ciosenki. Ciek ten stanowi największy dopływ Dzierzązny. Źródła Ciosenki są jednymi z najwydajniejszych w Polsce Środkowej – co sekundę wypływają z nich 52 litry wody, o stałej w ciągu roku temperaturze 9 °C.